# ULAS J1342+0928
ULAS J1342+0928為已知距離第二遙遠的的類星體，位於牧夫座，其中心也是已知最古老和最遙遠的超大質量黑洞之一。其紅移為z=7.54，超越之前被認為是最遙遠的類星體ULAS J1120+0641（紅移為z=7），並且一直為最遙遠的類星體，直至2020年3月才被PSO J0309+27的133億光年的紀錄打破。相關報導中指出，其中心的超大質量黑洞的質量是太陽質量的8億倍。

## 發現
2017年12月6日，天文學家發表文章表示，他們使用廣域紅外線巡天探測衛星的資料，結合位在智利拉斯坎帕納斯天文台的麥哲倫望遠鏡、亞利桑那州的大雙筒望遠鏡和夏威夷的雙子北望遠鏡的觀測資料，當宇宙大約6.9億歲時，類星體與相關的黑洞就存在了（大約宇宙年齡的5%，目前已知的宇宙年齡為138億歲）。
這個類星體來自宇宙在黑暗時代嶄露頭角之後，被稱為再電離的時代。大量的氣體和塵埃被檢測到從類星體釋放進入宿主星系成為星際物質。

## 描述
ULAS J1342+0928被測量出7.54的紅移，這相當於距離地球294.6億光年的同移距離。截至2017年12月，於當時為止觀測到距離最遙遠的類星體。在地球觀察到這個類星體輻射的光是在大爆炸之後不到6.9億年，也就是大約在131億年前輻射出來的。
估計這個類星體光度是4×1013 太陽光度。估計輸出這些能量的超大質量黑洞擁有8×108太陽質量。根據天文學家愛德華多·巴尼亞多斯（Eduardo Bañados）的資料，這個特殊的類星體是如此的明亮，它將成為後續研究的一個金礦，是研究早期宇宙的一個關鍵實驗室。

## 重要性
來自ULAS J1342+0928的光是理論預測星際物質從結束電中性成為電離狀態的過渡時期（再電離時期）。類星體在這個過程中可能是一個重要的能量來源，這標誌著黑暗時期，也就是宇宙的黑暗時代的終結。所以，觀察來自黑暗時期的過渡時期的類星體是理論學家主要的興趣所在。由於它們的高紫外線光度，類星體也是研究再電離過程的最好來源。這一發現也被描述為對黑洞形成理論具有挑戰性：通過在宇宙早期階段擁有一個比預期大得多的超大質量黑洞。然而，這並不是第一個能提供這樣挑戰的遙遠類星體 。
少數的來源質疑，如此大質量的超大質量黑洞（如ULAS J1342+0928）很難解釋在大爆炸之後極短的時間內快速生成，可能證明我們的宇宙是大反彈的結果，而非大爆炸；是在大反彈之前形成這些超大質量黑洞。

## 外部連結
- Carnegie Institution for Science （页面存档备份，存于）
- NASA APOD − Quasar Pictures （页面存档备份，存于）
- Quasar Image Gallery/perseus （页面存档备份，存于）

| 紀錄                     | 紀錄                          | 紀錄                    |
| ------------------------ | ----------------------------- | ----------------------- |
| 前任者： ULAS J1120+0641 | 已知最遙遠的類星體 2017 –2021 | 繼任者： QSO J0313−1806 |